# Liste des commanderies templières dans la région Centre-Val de Loire
| Cette liste recense toutes les commanderies et maisons de l'Ordre du Temple qui ont existé dans la région Centre-Val de Loire. |

## Faits marquants et Histoire

Comté de Blois avant 1241
Comté de Blois à partir de Jean de Châtillon (1241-1280)
Comté du Perche
Comté de Sancerre
Comté de Vendôme
Royaume de France

### Contexte historique
Il est important de distinguer deux périodes qui ont marqué l'histoire de cette région à l'époque des templiers. Tout d'abord celle qui correspond aux premières implantations au XIIe siècle et pendant laquelle l'ouest de la région était sous contrôle des Plantagenêts, à savoir les possessions du comté d'Anjou. Ensuite le XIIIe siècle qui débute avec la conquête de ces territoires par le roi de France Philippe Auguste et leur intégration au domaine royal français.
Pendant ces deux siècles qui coïncident avec l'existence des templiers, il y avait dans cette région:
- Le comté de Blois, en grande partie l'actuel département de Loir-et-Cher ainsi qu'une partie du Loiret et de l'Eure-et-Loir, Orléans (ville royale) n'en faisant pas partie.
- Le comté de Dreux, qui constituait le nord-est de l'Eure-et-Loir
- Le comté du Perche, qui s'apparente à l'ouest de l'Eure-et-Loir.
- Le comté de Tours en tant que fief du comté d'Anjou, mais qui deviendra une sénéchaussée héréditaire (Touraine) liée au domaine royal français et qui correspond à l'Indre-et-Loire
- Le comté de Vendôme qui n'était qu'une petite partie du Loir-et-Cher
- Pour le Berry[1], c'est un peu plus complexe car il était morcelé entre les terres qui relevaient de Bourges, le Comté de sancerre et les seigneuries de Déols et d'Issoudun mais son rattachement au domaine royal français fut achevé au XIIIe siècle. Il correspond aujourd'hui au département du Cher et à la partie sud de l'Indre.

Certaines de ces commanderies relevaient donc de la province d'Aquitaine-Poitou, d'autres de la province de France (cf. liste des maîtres de province).

## Commanderies
: Cet édifice a été classé au titre des Monuments historiques.
| Commanderie                | Ville actuelle (ou à proximité) | Département actuel | Observations | Protection / inscription                                                                                              |
| -------------------------- | ------------------------------- | ------------------ | --- | --- |
| Amboise                    | Amboise                         | Indre-et-Loire     | Mentionnée dans une charte de 1219: domus militiœ Templi de Ambazia, | |
| Arville                    | Arville                         | Loir-et-Cher       | , | Notice no PA00098323, sur la plateforme ouverte du patrimoine, base Mérimée, ministère français de la Culture         |
| Ballan                     | Ballan-Miré                     | Indre-et-Loire     | mention d'une maison, de sa chapelle et de la réception d'un frère:quem vidit recipi in capella domus templi de Balo                                                                       | |
| Beddes « La Baude »        | Beddes                          | Cher               | Domus Templi de Bilda, Bilheda, Belda Preceptor de Bilde et de Ryales (Hospitaliers, 1374-75), Le Temple de Beddes, membre de Farges (XVIIe et XVIIIe siècles) 46° 35′ 46″ N, 2° 12′ 37″ E | |
| Chartres                   | Chartres                        | Eure-et-Loir       | Baillie de Chartres ou du Chartrain, | |
| Châtillon                  | Châtillon-Coligny               | Loiret             | [À vérifier] Transformé en Hôtel-Dieu en 1375 47° 49′ 15″ N, 2° 50′ 42″ E | Notice no IA00124346, sur la plateforme ouverte du patrimoine, base Mérimée, ministère français de la Culture         |
| Farges-Allichamps          | Farges-Allichamps               | Cher               | | Notice no IA00011081, sur la plateforme ouverte du patrimoine, base Mérimée, ministère français de la Culture         |
| Fresne                     | Blancafort                      | Cher               | | Notice no PA18000024, sur la plateforme ouverte du patrimoine, base Mérimée, ministère français de la Culture         |
| Fretay (Frecoy)            | Loches                          | Indre-et-Loire     | , | |
| Gien                       | Gien                            | Loiret             | [ 13 ] | |
| Jussy-le-Chaudrier         | Jussy-le-Chaudrier              | Cher               | également désignée commanderie des Bordes, mais seulement à partir du XVIe siècle, sous les Hospitaliers                                                                                   | inscrit Notice no PA00135283, sur la plateforme ouverte du patrimoine, base Mérimée, ministère français de la Culture |
| Le Temple-près-Mondoubleau | Le Temple                       | Loir-et-Cher       | , | |
| L'Epinat                   | Barrou                          | Indre-et-Loire     | [Emplacement incertain] Domus Templi de Lespinaze(1217) Domus militiae Templi de Spinaceto (1220) Templariis de Spinacio (1231) Domus Espinacii (1288)                                     | Notice no IA37001160, sur la plateforme ouverte du patrimoine, base Mérimée, ministère français de la Culture         |
| L'Epinat                   | ou                              | ou                 | [Emplacement incertain] Domus Templi de Lespinaze(1217) Domus militiae Templi de Spinaceto (1220) Templariis de Spinacio (1231) Domus Espinacii (1288)                                     | / |
| L'Epinat                   | Varennes-sur-Fouzon             | Indre              | [Emplacement incertain] Domus Templi de Lespinaze(1217) Domus militiae Templi de Spinaceto (1220) Templariis de Spinacio (1231) Domus Espinacii (1288)                                     | |
| L'Île-Bouchard             | L'Île-Bouchard                  | Indre-et-Loire     | , | |
| Montbouy                   | Montbouy                        | Loiret             | De preceptore Montis Boin / Montis Boyni (1295) ) preceptor de Monte Boini, Senosensis diocesis / Domus de Monte Boini (procès, 1307) 47° 51′ 41″ N, 2° 49′ 06″ E                          | |
| L'Ormeteau                 | Reuilly                         | Indre              | [ 23 ] | |
| La Boissière               | Châteaudun                      | Eure-et-Loir       | , Fratres Milice Templi de Buxeria juxta Castridunum (1231) Capella domus Templi de Buxeria Carnotensis diocesis (v. 1285 / 1311)                                                          | Notice no PA00097022, sur la plateforme ouverte du patrimoine, base Mérimée, ministère français de la Culture         |
| Saint-Marc d'Orléans       | Orléans                         | Loiret             | , | |
| Sours                      | Sours                           | Eure-et-Loir       | , | |
| Villedieu-en-Dreugesin     | Laons                           | Eure-et-Loir       | Dite aussi Villedieu-en-Drouais Templariis de Villa Dei (c.1180) Domus milicie Templi de Villa-Dei in Dorguesino (1273)                                                                    | |

| Localisation en région Centre-Val de Loire (Liens vers les articles correspondants) |
| --- |
| \| Île-de-France Bourg. Auvergne Limousin Poitou-Charentes Pays de la Loire Normandie Amboise Arville Ballan Beddes · (La Baude) Chartres Châtillon Farges Fresne Fretay Gien Jussy Temple Epinat Île-Bouchard Montbouy Ormeteau La Boissière St Marc Sours Villedieu · -en-Dreugesin \| |
| Île-de-France Bourg. Auvergne Limousin Poitou-Charentes Pays de la Loire Normandie Amboise Arville Ballan Beddes · (La Baude) Chartres Châtillon Farges Fresne Fretay Gien Jussy Temple Epinat Île-Bouchard Montbouy Ormeteau La Boissière St Marc Sours Villedieu · -en-Dreugesin       |

## Autres biens
Il s'agit des biens ayant appartenu aux templiers autres que les commanderies ou pour lesquels on manque de preuves permettant d'affirmer qu'il s'agissait bien de commanderies. Si on se réfère à la définition que donne l'historien Alain Demurger, de nombreux biens pouvaient dépendre d'une seule et même commanderie (églises, granges, maisons, moulins, seigneuries). Pour ne citer qu'un exemple, la résidence du commandeur n'était pas toujours dans la commanderie comme pour Ballan dont il est arrivé qu'elle soit à Tours.
La liste ci-dessous précise également, quand c'est possible, dans quel territoire ils se trouvaient même si dans certains cas, les limites ont pu évoluer au cours du temps.

### Cher
| Possessions templières dans le Cher |
| --- |
| Commanderie autre possession \| Auvergne Creuse Beddes · (La Baude) Farges-All. Fresne Jussy Francheville Soulas Bourges Vierzon La Motte Villeville Osmery La Bruyère \| |
| Auvergne Creuse Beddes · (La Baude) Farges-All. Fresne Jussy Francheville Soulas Bourges Vierzon La Motte Villeville Osmery La Bruyère                                    |

- La commanderie de Farges-Allichamps
- La Commanderie de Jussy-le-Chaudrier, et ses dépendances:
  - La Maison du Temple de Francheville, attestée en 1285[36] à Brécy (Cher), Membre de la Commanderie de Jussy-le-Chaudrier: elle comprenait un logis, une chapelle, des bâtiments agricoles, des terres, des bois, des rentes et des dîmes. 47° 08′ 16″ N, 2° 40′ 17″ E
- Au sein de la seigneurie de Vierzon (vassal du comté de Blois):
  - La Maison du Temple de Vierzon[37]
  - La Motte-aux-Templiers, entre Lury-sur-Arnon et Preuilly. Ce territoire leur fut donné en 1196 par Raoul de Mehun (Dedi eodem Templo totum nemus et totam terram quam habebam ad locum qui dicitur ad Motam), et était membre de la Commanderie de L'Ormeteau[38]
- Au sein du comté de Sancerre:
  - La Maison du Temple de Villeville[39], ancienne seigneurie de Villeville au sud de Mornay-Berry[40],
- Au sein de la seigneurie d'Issoudun:
  - La Maison du Temple de Soulas du côté de Berry-Bouy en allant sur La motte. Ce fut en effet une ancienne dépendance des Templiers, puis à l'Ordre de Malte[41], commune de Berry-Bouy.
- Dans les terres relevant de la ville royale de Bourges et de son archevêché:
  - La Maison du Temple de La Bruyère (Domus Templi de Villa de Brueria, 1195)[39] dite aussi Le Temple d'Ardenais, lieux-dits Le Temple et La Chapelle du Temple, commune d'Ardenais [à vérifier][N 5]
  - La Maison du Temple d'Osmery[42]
  - La Maison de la commanderie: une maison, à l'intérieur du cloître de la cathédrale de Bourges, attestée dès 1201[43]
  - La Maison du Temple de Bourges, rue Porte Jaune, sur le territoire de l'archevêque, et située dans l'enceinte du cloître Saint-Étienne[44],[45].
  - La Commanderie du Temple de Beddes appelée aussi de La Baude[6], écart nommé « Le Temple » sur la commune de Beddes[8] et ses dépendances:
    - La maison de la Forêt-du-Temple (en Creuse)[N 6]

### Eure-et-Loir
Il y avait une baillie templière dite baillie de Chartres / Baillie du Chartrain (domorum milicie Templi in Bailliva Carnotensi, 1273) avec un commandeur à sa tête. Son autorité s'étendait sur les commanderies principales de Sours et d'Arville en Loir-et-Cher ainsi que sur les possessions dans le comté de Dreux, à savoir ce qui dépendait de la maison du Temple de Villedieu-en-Dreugesin au diocèse de Chartres.
| Possessions templières en Eure-et-Loir |
| --- |
| Commanderie autre possession \| Île-de-France Normandie Amilly Beauche B. Fautray Boissière Bonville Bourdinière · -St-Loup Bonneval Brou Champseru Chartres Cloyes Coulonges La Croix-près-Dreux Launay Olivet Les Pelles Sours Villedieu · -en-Dreugesin Voves \| |
| Île-de-France Normandie Amilly Beauche B. Fautray Boissière Bonville Bourdinière · -St-Loup Bonneval Brou Champseru Chartres Cloyes Coulonges La Croix-près-Dreux Launay Olivet Les Pelles Sours Villedieu · -en-Dreugesin Voves                                    |

- Au sein du comté de Blois:
  - Des terres à Amilly et à La Bourdinière-Saint-Loup[N 8] qui relevaient de la commanderie de Sours[47],[48].
  - Maison du Temple de Bonneval, dite Maison du Dauphin[49],[50][à vérifier][N 9].
  - Maison du Temple de Bonville (Domo Templi apud Bonvillam (1219), commune de Gellainville. Indépendante (1195-1219) puis rattachée à Sours (c.1236)
  - Fief de Champseru[51].
  - Une maison à Cloyes-sur-le-Loir[52]
  - La ferme du Temple de Voves (Vausves)[53] au lieu-dit « LHopiteau », ancienne commune de Voves.
- Au sein du comté de Dreux:
  - Des terres à Beauche et au Bois Fautray (Prudemanche)[54].
  - Maison du Temple de La Croix-près-Dreux sans la chapelle de Saint-Denis qui est hospitalière dès l'origine (1179), faubourg Saint-Denis, commune de Dreux[55] [sources contradictoires][N 10]
  - Maison du Temple de Launay (Launoy (1271)[56], Launoy-lez-Verneuil (1323), Launay au Perche (1373)[57]), commune de Rueil-la-Gadelière avec une chapelle[58],[59].
  - Maison du Temple des Pelles (Domus Templi de Pelleiis), commune de La Saucelle qui dépendait de la Villedieu-en-Dreugesin
  - Maison du Temple ou simples terres d'Olivet ?, commune de la Saucelle qui deviendront la commanderie d'Olivet après la dévolution aux Hospitaliers.
- Au sein du comté du Perche:
  - Maison du Temple de Brou, qui consistait en plusieurs maisons près du vieux marché (super domos Templi de Broellio)[60],[61], ensuite membre de la Commanderie de Notre-Dame-de-la-Boissière (période hospitalière).

### Indre
| Possessions templières dans l'Indre                                                                                        |
| --- |
| Commanderie autre possession \| Haute -Vienne Creuse Ormeteau Beauvais Villepruère Châteauroux Blizon Riollais Valençay \| |
| Haute -Vienne Creuse Ormeteau Beauvais Villepruère Châteauroux Blizon Riollais Valençay                                    |

- Des biens à Issoudun[62], chef-lieu de la seigneurie du même nom:
  - La baillie de L'Ormeteau, commune de Reuilly[63]
  - La Maison du Temple de Villepruère, commune de Ménétréols-sous-Vatan, possession de la Commanderie de L'Ormeteau.
  - La Maison du Temple de Châteauroux, dont il ne reste rien aujourd'hui, également possession de la Commanderie de L'Ormeteau.
  - La Motte-aux-Templiers (membre de la Commanderie de L'Ormeteau), près de Preuilly, dans le Cher.
- Maison du Temple de Beauvais[64], Beauvais, commune de Buzançais
  - Capella domus Templi de Bello Videre, Bituricensis diocesis (procès)[65]
- Maison du Temple du Blizon, château de Blizon entre Mézières-en-Brenne et Martizay
  - Domus Templi de Blisone (1207), domus de Freteyo (Fretay) et de Blisone (1253)
- Maison du Temple de Riollais dans le diocèse de Bourges[66], hameau de Riolat, commune de Vicq-Exemplet[67],[N 11]
  - Domo Templi de Roleis Bituricensis diocesis (procès)[68]
- Maison du Temple de Valençay, Le Bas-Bourg, commune de Valençay[69]
  - Domo Templi de Valenchay (1225), preceptor domus Templi de Valenceio (1227), Li habitan du bourg du temple de Valencyaco (1312)

### Indre-et-Loire
| Possessions templières en Indre-et-Loire |
| --- |
| Commanderie autre possession \| Vienne C. d'Amboise C. de Ballan C. de Fretay C. de l'Epinat C. de l'Île-Bouchard Beaulieu-lès-L. La Chastre-aux-Grolles Tours Noisay Dolus-le-Sec Francueil \| |
| Vienne C. d'Amboise C. de Ballan C. de Fretay C. de l'Epinat C. de l'Île-Bouchard Beaulieu-lès-L. La Chastre-aux-Grolles Tours Noisay Dolus-le-Sec Francueil                                    |

- Maison du Temple de Beaulieu-lès-Loches[70] qui devait dépendre de la Commanderie de Fretay[19].
- Maison du Temple de La Chastre-aux-Grolles, commune de Verneuil-sur-Indre, qui dépendait de également de la Commanderie de Fretay.
- Maison du Temple de Dolus-le-Sec, commune de Dolus-le-Sec[71]
- Maison du Temple de Francueil, commune de Bléré, dépendante de la Commanderie d'Amboise[72]
- Maison du Temple de Tours dépendante de la Commanderie de Ballan.
- Maison du Temple de Noizay[12], dans le canton de Vouvray

### Loiret
| Possessions templières dans le Loiret |
| --- |
| Commanderie autre possession \| Brg. Île-de-France Châtillon Gien Montbouy St Marc la Gabellière Bou St-Romain Bucy Acquebouille Beaugency La Bottière Mignères Ramoulu \| |
| Brg. Île-de-France Châtillon Gien Montbouy St Marc la Gabellière Bou St-Romain Bucy Acquebouille Beaugency La Bottière Mignères Ramoulu                                    |

- La commanderie de Montbouy[73], peut-être une baillie du Temple dont semble dépendre entre autres la maison du Temple de Chambeugle dans l'Yonne (Bourgogne)
  - La Maison du Temple de Châtillon, commune de Châtillon-Coligny [À vérifier]
- De la Commanderie de St Marc d'Orléans, également désignée commanderie du Temple de Saint-Marc[28], dépendaient:
  - Un hospice sur la commune de Bou, surnommé « l'hôpital templier de Bou »[N 12]
  - La Maison du Temple de Bucy, à Bucy-le-Roi, aussi appelé Temple d'Artenay, dont dépendait le domaine de Chaumont, à Trinay
  - La Maison du Temple d'Acquebouille, à Faronville
  - La Maison du Temple de Beaugency[74], dont dépendait le domaine de La Vilette et le Temple de Proilly à Cravant[75]
  - La ferme de Villiers-le-Temple, sur la commune de Perrouse[76]
  - Le domaine de Rouvray-Sainte-Croix[77]
  - La Maison du Temple de la Gabellière, sur la commune de La Chapelle-Saint-Mesmin[78]
  - La Maison du Temple de Saint-Romain, sur la commune de Gien[73]
- Autre possession qui semblent dépendre de la commanderie de Chalou-la-Reine, à Chalou-Moulineux dans l'Essonne:
  - Le Temple de la Bottière, membre de Chalou à l'époque hospitalière[79]
  - Le Temple de Mignères, idem[79].
  - La Maison du Temple de Ramoulu, don du roi Louis VII au XIIe siècle, dépendance de la Commanderie de Chalou-la-Reine[80].

### Loir-et-Cher
| Possessions templières dans le Loir-et-Cher |
| --- |
| Commanderie autre possession \| Arville Mondoubleau Blois Bonroy · -Farineau Millancey Fambron Villetroche Saugirard Artins Belle-Lande Matras Mazangé Savigny Vendôme \| |
| Arville Mondoubleau Blois Bonroy · -Farineau Millancey Fambron Villetroche Saugirard Artins Belle-Lande Matras Mazangé Savigny Vendôme                                    |

- Au sein du comté de Blois:
  - Les maisons du Temple de Blois et de Villejoint (devenu un quartier de Blois)[81]
  - Maison du Temple de Bonroy-Farineau, fondée en 1229[82], commune de Bourré.
  - Maison du Temple de Millancey, devenue Commanderie de Villeloup sous les Hospitaliers, ce domaine situé sur la commune de Millançay comptait une maison du Temple, une chapelle dédiée à Saint Marc, et des terres au nord de l'étang de Mordeset[83].
  - Maison du Temple-sous-Fambron, au sud de la commune de La Ferté-Saint-Cyr, également désignée Maison du Temple de Saint-Cyr-Semblecy, ou Temple de Cormérie[84]
  - Maison du Temple de Villetroche, commune de Maves[85]
  - Seigneurie du Temple de Saugirard sur la commune de Pruniers-en-Sologne (47° 18′ 13″ N, 1° 37′ 13″ E)[86]: la terre et seigneurie de Saugirard était possédée en commun au XIIe siècle, par les Templiers et le seigneur Étienne Bochard de Selles. Mais finalement, celui-ci fit don aux Templiers de tout ce qu'il pouvait avoir à Saugirard, « apud Saltum Girardi », par ses lettres datées de l'année 1177. Les Templiers possédaient également la dime de Saugirard, dont une partie leur avait été cédée par Odomet le Roux, ainsi qu'il résulte des lettres de l'abbé de Selles, de l'année 1220. Le domaine de Saugirard se composait en 1456, alors qu'il était possession des Hospitaliers, d'une maison sur les bords de la Sauldre, avec une chapelle dédiée à saint Jean-Baptiste, de deux moulins à blé, d'un pressoir, et d'un clos de vigne[83]. Le village templier de Villedieu (ancienne commune française de Loir-et-Cher, aujourd'hui intégrée à Gièvres - 47° 16′ 36″ N, 1° 38′ 24″ E) aurait été fondé par la Commanderie de Saugirard[87],[88].
- Au sein du Comté du Perche, partie devenue le comté d'Alençon en 1220:
  - Église Notre-Dame-Saint-Louis, commune d'Arville[89]
- Au sein du comté de Vendôme:
  - Maison du Temple d'Artins devenue la commanderie de Saint-Jean d'Artins au temps des Hospitaliers (47° 44′ 32″ N, 0° 44′ 23″ E)[90]
  - Maison du Temple dite de Belle-Lande, commune d'Épuisay[91]
  - Maison du Temple des Matras, lieu-dit Beauchêne, commune de La Chapelle-Vicomtesse, forêt de Vendôme[91]
  - Maison du Temple de Mazangé (cf. Manoir de la Bonne-Aventure)[92]
  - Maison du Temple de Savigny, commune de Savigny-sur-Braye[93] (« La Templerie »,47° 53′ 28″ N, 0° 52′ 45″ E)
  - Maison du Temple de Vendôme, don fait aux templiers en 1140 par la comtesse Mahaut de Chateaudun, épouse de Geoffroy Grisegonelle comte de Vendôme [94]. Elle fut vendue en 1223 aux Cordeliers qui en firent un monastère, totalement détruit en 1589. 47° 47′ 36″ N, 1° 04′ 08″ E
  - Maison du Temple de Aynes, ou des Aizes, commune de Villavard[95] , [96]
  - La Commanderie Le Temple-près-Mondoubleau à Le Temple (Loir-et-Cher): située au lieu-dit "Le Temple", à 7 km au sud de Mondoubleau par la D151. La commanderie a disparu, mais il reste une église du XIIe: 47° 55′ 56″ N, 0° 55′ 55″ E
  - La Commanderie d'Arville[4], sur la commune du même nom.